# Greg Monroe
Gregory "Greg" Keith Monroe (Nova Orleans, 04 de junho de 1990) é um jogador norte-americano de basquete profissional que atualmente joga pelo Minnesota Timberwolves da National Basketball Association (NBA).
Monroe foi escolhido pelo Detroit Pistons como a 7ª escolha geral no draft da NBA de 2010 e nomeado para o NBA All-Rookie Second Team em 2011. Ele foi o último jogador dos Pistons a usar a camisa de nº10, número utilizado por Dennis Rodman, que foi aposentado em 1 de abril de 2011.

## Carreira no ensino médio
Monroe frequentou a Helen Cox High School em Harvey, Louisiana. Quando se formou em 2007-08, ele foi nomeado McDonald's All-American e foi selecionado para a Primeira-Equipe All-American pelo Parade após ter médias de 21,0 pontos e 14,0 rebotes.
Considerado um recruta de cinco estrelas pela Rivals.com, Monroe foi listado como o melhor Ala-pivô e o 8° melhor jogador no país em 2008.

## Carreira universitária
Em sua temporada de calouros em Georgetown, Monroe foi nomeado o Novato do Ano da Big East com médias de 12,7 pontos, 6,5 rebotes, 2,5 assistências, 1,8 roubadas de bola e 1,5 bloqueios em 30,9 minutos.
Em sua segunda temporada, Monroe foi nomeado para a Primeiro-Equipe da Big East com médias de 16,1 pontos, 9,6 rebotes, 3,8 assistências, 1,2 roubadas de bola e 1,5 bloqueios em 34,2 minutos.
Em 17 de abril de 2010, Monroe se declarou para o draft da NBA de 2010, precedendo seus dois últimos anos de elegibilidade universitária.

## Carreira profissional

### Detroit Pistons (2010–2015)
Monroe foi selecionado pelo Detroit Pistons como a 7ª escolha geral no draft da NBA de 2010. Em 6 de julho de 2010, ele assinou um contrato de 2 anos e US$5.8 milhões com os Pistons.
Monroe fez sua estreia na NBA em 30 de outubro de 2010 contra o Chicago Bulls. Ele registrou 2 pontos e 3 rebotes em 7 minutos. Depois de ser reserva no primeiro mês da temporada, Monroe teve seu primeiro jogo como titular da carreira em 10 de dezembro de 2010 contra o Minnesota Timberwolves. Neste jogo, ele registrou oito pontos, quinze rebotes e um bloqueio em 35 minutos.
Apesar de um início de temporada lento, a produção de Monroe aumentou em 2011, quando ele se tornou um artilheiro e reboteiro sólido para a reconstrução dos Pistons. Em 23 de fevereiro de 2011, contra o Indiana Pacers, Monroe teve seu melhor jogo da temporada com 27 pontos e 12 rebotes.
Em 4 de maio de 2011, Monroe ficou em sexto lugar no Prêmio de Novato do Ano, terminando bem atrás de Blake Griffin do Los Angeles Clippers.
Durante a temporada de 2011-12, Monroe foi titular em todos os 66 jogos de Detroit com médias de 15.4 pontos, 9.7 rebotes, 2.3 assistências e 1.3 roubadas de bola em 31.5 minutos.
Durante a temporada de 2013-14, Monroe registrou sua terceira temporada consecutiva com mais de 1.000 pontos e mais de 600 rebotes, juntando-se a Grant Hill como o único jogador dos Pistons a fazê-lo desde a temporada de 1994-95.
Em 30 de junho de 2014, os Pistons fizeram uma oferta qualificativa de um ano para tornar Monroe um agente livre restrito. Em 8 de setembro de 2014, foi anunciado que Monroe assinou a oferta de qualificação dos Pistons, tornando-o um agente livre irrestrito em 2015. No dia seguinte, a NBA suspendeu Monroe pelos dois primeiros jogos da temporada de 2014-15 por dirigir enquanto estava visivelmente embriagado em fevereiro de 2014.

### Milwaukee Bucks (2015–2017)

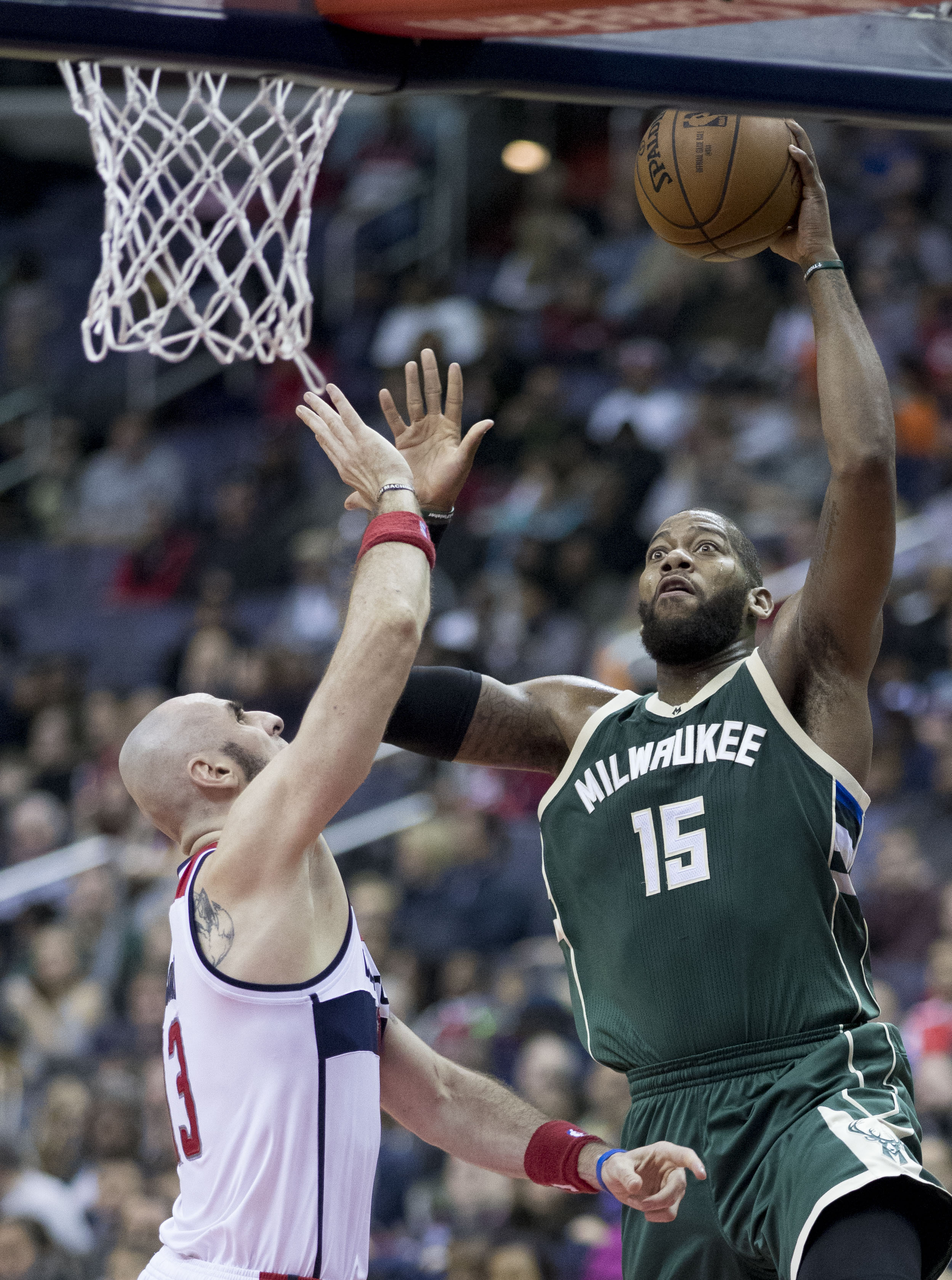
Monroe com os Bucks em dezembro de 2016.

Em 9 de julho de 2015, Monroe assinou um contrato de três anos e US$ 50 milhões com o Milwaukee Bucks.
Em 28 de outubro de 2015, ele estreou nos Bucks e registrou 22 pontos e 14 rebotes em uma derrota por 122-97 para o New York Knicks. Entre 9 de fevereiro e 7 de março de 2016, Monroe teve um período de 12 jogos como reserva, enquanto o técnico Jason Kidd mexia em sua formação. Em seu primeiro jogo como reserva, ele registrou 29 pontos e 12 rebotes na vitória por 112-111 sobre o Boston Celtics. Monroe voltou à equipe titular em 9 de março para o jogo contra o Miami Heat.
O treinador Kidd atribuiu a Monroe uma função permanente de reserva nos Bucks na temporada de 2016–17 e ele teve médias de 11.7 pontos, 6.6 rebotes, 2.3 assistências e 1.1 roubadas de bola em 22.5 minutos.

### Phoenix Suns (2017–2018)
Em 7 de novembro de 2017, Monroe foi negociado, juntamente com escolhas de draft, para o Phoenix Suns em troca de Eric Bledsoe. Ele estava lidando com uma tensão na panturrilha esquerda ao chegar em Phoenix.
Em 16 de novembro de 2017, ele estreou nos Suns e registrou 20 pontos e 11 rebotes em 26 minutos em uma derrota por 142-116 sobre o Houston Rockets. Monroe jogou em meio a especulações de que ele poderia ser negociado. Seis dias depois, ele teve 22 pontos e 15 rebotes na derrota de 113-107 para o Milwaukee Bucks.
Em 1 de fevereiro de 2018, ele foi dispensado pelos Suns.

### Boston Celtics (2018)
Em 8 de fevereiro de 2018, Monroe assinou um contrato de 1 anos e US$5 milhões com o Boston Celtics.
Em 6 de abril de 2018, ele teve seu segundo triplo-duplo da carreira com 19 pontos, 11 rebotes e 10 assistências em uma vitória por 111-104 sobre o Chicago Bulls. Ele se tornou o primeiro pivô dos Celtics a ter um triplo-duplo desde que Robert Parish o fez em 29 de março de 1987.

### Toronto Raptors (2018–2019)
Em 10 de agosto de 2018, Monroe assinou um contrato de 1 anos e US$2.2 milhões com o Toronto Raptors. Em 7 de fevereiro de 2019, Monroe foi negociado para o Brooklyn Nets por uma escolha de segunda rodada de 2021. Ele foi imediatamente dispensado pelos Nets.

### Segunda passagem nos Celtics (2019)
Em 24 de março de 2019, Monroe assinou um contrato de 10 dias com o Boston Celtics. Ele não foi renovado após a expiração de seu contrato.

### Philadelphia 76ers (2019)
Em 4 de abril de 2019, Monroe assinou um contrato até o fim da temporada com o Philadelphia 76ers.

### Bayern de Munique (2019–2020)
Em 25 de julho de 2019, Monroe assinou com o Bayern de Munique da Liga Alemã e da EuroLeague.

### Khimki (2020–2021)
Em 30 de julho de 2020, Monroe assinou com o Khimki da VTB United League e da EuroLeague. Em 11 de novembro, ele foi eleito o jogador da semana da VTB United League depois de contribuir com 28 pontos e 10 rebotes na vitória por 86-78 contra o CSKA Moscou. Em 23 de janeiro de 2021, Khimki rescindiu o contrato de Monroe.

### Capital City Go-Go (2021)
Em 5 de novembro de 2021, Monroe assinou com o Capital City Go-Go da G-League. Ele teve médias de 10,4 pontos e 8,8 rebotes.

### Minnesota Timberwolves (2021–2022)
Em 27 de dezembro de 2021, Monroe assinou um contrato de 10 dias com o Minnesota Timberwolves. Ele jogou seu primeiro jogo contra o Boston Celtics e contribuiu com 11 pontos, 9 rebotes e 6 assistências na vitória por 108-103.

### Washington Wizards (2022)
Em 6 de janeiro de 2022, Monroe assinou um contrato de 10 dias com o Washington Wizards. Monroe jogou em dois jogos pelos Wizards antes de seu contrato expirar e ele retornou ao Capital City.

### Retorno a Milwaukee (2022)
Em 5 de fevereiro de 2022, Monroe assinou um contrato de 10 dias com o Milwaukee Bucks. No mesmo dia, ele registrou seis pontos e seis rebotes durante uma vitória por 137-108 sobre o Portland Trail Blazers. Dez dias depois, ele foi readquirido pelo Capital City Go-Go.

### Utah Jazz (2022)
Em 28 de março de 2022, Monroe assinou um contrato de 10 dias com o Utah Jazz.

### Retorno a Minnesota (2022–Presente)
Em 7 de abril de 2022, Monroe assinou com o Minnesota Timberwolves pelo restante da temporada de 2021-22.

## Estatísticas da carreira

### NBA

#### Temporada Regular
| Year     | Team         | GP  | GS  | MPG  | FG%  | 3P%   | FT%  | RPG  | APG | SPG | BPG | PPG  |
| -------- | ------------ | --- | --- | ---- | ---- | ----- | ---- | ---- | --- | --- | --- | ---- |
| 2010–11  | Detroit      | 80  | 48  | 27.8 | .551 | .000  | .622 | 7.5  | 1.3 | 1.2 | .6  | 9.4  |
| 2011–12  | Detroit      | 66* | 66* | 31.5 | .521 | .000  | .739 | 9.7  | 2.3 | 1.3 | .7  | 15.4 |
| 2012–13  | Detroit      | 81  | 81  | 33.2 | .486 | .000  | .689 | 9.6  | 3.5 | 1.3 | .7  | 16.0 |
| 2013–14  | Detroit      | 82  | 82  | 32.8 | .497 | .000  | .657 | 9.3  | 2.1 | 1.1 | .6  | 15.2 |
| 2014–15  | Detroit      | 69  | 57  | 31.0 | .496 | —     | .750 | 10.2 | 2.1 | 1.1 | .5  | 15.9 |
| 2015–16  | Milwaukee    | 79  | 67  | 29.3 | .522 | .000  | .740 | 8.8  | 2.3 | .9  | .8  | 15.3 |
| 2016–17  | Milwaukee    | 81  | 0   | 22.5 | .534 | .000  | .741 | 6.6  | 2.3 | 1.1 | .5  | 11.7 |
| 2017–18  | Milwaukee    | 5   | 0   | 15.8 | .485 | —     | .500 | 5.0  | 1.0 | 0   | 0   | 6.8  |
| 2017–18  | Phoenix      | 20  | 14  | 23.3 | .626 | —     | .674 | 8.0  | 2.5 | .8  | .3  | 11.3 |
| 2017–18  | Boston       | 26  | 0   | 19.1 | .530 | —     | .797 | 6.3  | 2.3 | 1.1 | .7  | 10.2 |
| 2018–19  | Toronto      | 38  | 2   | 11.1 | .460 | .000  | .574 | 4.1  | .4  | .3  | .2  | 4.8  |
| 2018–19  | Boston       | 2   | 0   | 2.5  | .600 | —     | —    | 1.5  | .5  | .0  | .0  | 3.0  |
| 2018–19  | Philadelphia | 3   | 0   | 17.3 | .653 | 1.000 | .909 | 4.3  | 2.3 | .3  | .0  | 13.7 |
| 2021–22  | Minnesota    | 4   | 0   | 20.3 | .591 | —     | .429 | 6.0  | 4.0 | 1.0 | 1.5 | 7.3  |
| 2021–22  | Washington   | 2   | 0   | 9.0  | .500 | —     | —    | 5.0  | .5  | .5  | .5  | 4.0  |
| 2021–22  | Milwaukee    | 5   | 0   | 17.3 | .500 | —     | .556 | 4.2  | .4  | .6  | .4  | 5.4  |
| 2021–22  | Utah         | 3   | 0   | 8.3  | .800 | —     | .571 | 3.0  | 1.0 | .0  | .3  | 4.0  |
| Carreira | Carreira     | 646 | 417 | 20.7 | .550 | .125  | .663 | 6.4  | 1.8 | .7  | .4  | 9.9  |

#### Playoffs
| Year     | Team         | GP | GS | MPG  | FG%  | 3P%  | FT%  | RPG | APG | SPG | BPG | PPG  |
| -------- | ------------ | -- | -- | ---- | ---- | ---- | ---- | --- | --- | --- | --- | ---- |
| 2017     | Milwaukee    | 6  | 0  | 23.5 | .529 | —    | .833 | 7.3 | 1.7 | 1.3 | .5  | 13.2 |
| 2018     | Boston       | 11 | 0  | 9.5  | .500 | —    | .682 | 3.2 | .5  | .2  | .2  | 4.8  |
| 2019     | Philadelphia | 10 | 1  | 9.0  | .400 | .250 | .788 | 3.1 | .4  | .5  | .4  | 4.0  |
| 2022     | Minnesota    | 2  | 0  | 3.6  | .400 | —    | —    | 1.0 | .5  | 1.0 | .0  | 2.0  |
| Carreira | Carreira     | 29 | 1  | 11.4 | .457 | .250 | .767 | 3.6 | .7  | .7  | .2  | 6.0  |

### Universitário
| Year     | Team       | GP | GS | MPG  | FG%  | 3P%  | FT%  | RPG | APG | SPG | BPG | PPG  |
| -------- | ---------- | -- | -- | ---- | ---- | ---- | ---- | --- | --- | --- | --- | ---- |
| 2008–09  | Georgetown | 31 | 31 | 30.9 | .570 | .333 | .700 | 6.6 | 2.6 | 1.8 | 1.4 | 12.7 |
| 2009–10  | Georgetown | 34 | 33 | 34.2 | .525 | .259 | .660 | 9.7 | 3.7 | 1.2 | 1.5 | 16.2 |
| Carreira | Carreira   | 65 | 64 | 32.5 | .547 | .296 | .680 | 8.1 | 3.1 | 1.5 | 1.4 | 14.4 |

Fonte: